# 脂質二重層

ホスファチジルコリンから成る脂質二重層の断面。

脂質二重層 (ししつにじゅうそう、英: lipid bilayer) は極性を持った薄いリン脂質が二層になった膜。ほぼ全ての生物で細胞膜の基本構造として利用されている。

## 概要

コロイド中のリン脂質のとる形態。リポソーム、ミセル、脂質二重層。

物質には、水に対してリン酸などが持つ強い極性により親水性を示すものと、炭化水素など無極性のため疎水性を示すものとがある。リン酸や、炭化水素がカルボキシ基を持ったカルボン酸はアルコールとエステル結合するが、例えば3価のアルコールであるグリセロールを介してリン酸とカルボン酸が結びつくことができ、分子は親水性と疎水性を持った両親媒性を示す。コロイド中の分子に分子間力が働き小球状に集合するとミセル（英: micelle）となり、カプセル状に集合するとベシクル（英: vesicle）となる。ベシクルはリポソーム（英: Liposome）とも呼ばれる。リポソームでは、外部とカプセル内部に親水性の分子端を並べた薄い分子層が向かい合わせに二重になった膜状を呈する。これを脂質二重層という。この層は、リポソームの内外の大きな水溶性分子、イオンに対して不透過性を示す。これらの性質から「疑似細胞物質」とも呼ばれる。ただしこのままの成層分子どうしは結合力が非常に弱く、膜は不安定である。
生物の細胞膜、細胞核膜、細胞内小器官では、この構造に内在性膜タンパク質や糖脂質が加わって安定な構造をとっている。構造内部の物質の拡散を防ぎ、またイオンポンプを有することで構造内部の塩濃度、pHを調節することができる。

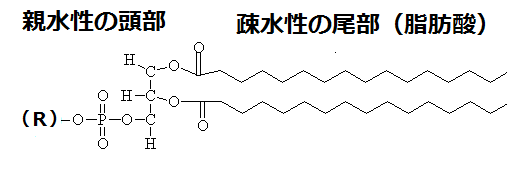
脂質二重層の大部分をしめるリン脂質分子の代表的な構造　リン脂質のうち細胞膜で多数をしめるグリセロリン脂質の基本構造。(R)の部分は分子によって違い(R)の部分にコリンがつくとホスファチジルコリンになる

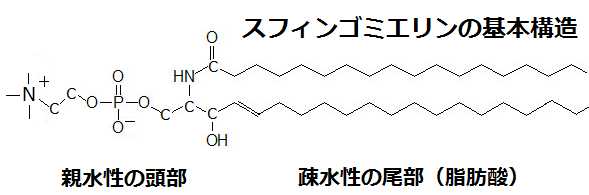
スフィンゴミエリン　リン脂質分子のうちグリセロリン脂質についで多いリン脂質で、スフィンゴ脂質に分類されるリン脂質分子である

一般的な細胞膜の構造。細胞膜はリン脂質(赤い丸に黄色い2本足)が無数に並んで形成されるリン脂質二重層に各種タンパクなどが絡んで形成される。(図の着色は実際の色とは無関係である)

## 細胞膜
細胞膜は、主にリン脂質が隙間無く並んだ層が二重の層を形成している膜脂質二重層と、繊維状のたんぱく質が細胞膜を裏打ちして支持している膜骨格、脂質二重層と膜骨格の連結し保持する膜縦貫タンパク質やアンカータンパク、細胞膜を貫通し物質の細胞内外の交換の役割をはたすポンプ・キャリア・チャネルと呼ばれる膜縦貫たんぱく質や情報のやり取りの為のレセプター、表面を産毛のように覆い細胞間の情報伝達や、他の細胞との接着・分離にも関係する糖鎖などからなっている。

## 膜脂質二重層
親水性のリン酸部分の頭部に疎水性である脂肪酸が2本の尾部がついたのがリン脂質分子である。細胞の内外は主に水で満たされているのでリン脂質分子は頭部を外側に、水に反発する尾部を内側に厚さが3.5-5.6ナノメートル程度の厚さの2重層を作って並ぶ（右の各図で丸い頭に2本足で描かれているのがリン脂質分子で、それが無数に並んでいるのが2重層である）。2重層の両外側は親水性なので膜全体は細胞内外の環境になじみ、内側には疎水性の脂肪酸が充満しているので細胞の内外をしっかり遮断することができる。この脂質2重層は電気的に中性で極めて小さな分子、例えば酸素分子や二酸化炭素分子は通すが、極性を持つ水分子は通りにくく、大きな分子やイオンは通ることができない。
リン脂質分子同士の結合はゆるいので、各リン脂質分子は脂質2重層の中を横方向に自由に移動することができ、さらに血漿中のリン脂質分子が脂質2重層に入り込んだり、逆に血漿中に抜け出ることも可能である。また脂質2重層を貫通している膜縦貫タンパクやレセプターなども膜脂質2重層上を移動することができる（膜骨格にアンカーされているものは膜骨格の自由度の範囲内で動ける）、実際、マウスとヒトの細胞を融合させる実験では細胞膜上の分子は移動しマウス由来の分子とヒト由来の分子が混ざり合うことが確認されている。
このリン脂質分子にはリン酸の先に付いた分子によりホスファチジルコリン(PC)、スフィンゴミエリン（SM)、ホスファチジルエタノールアミン（PE)、ホスファチジルセリン(PS)などが知られている。それぞれの割合は細胞によって大きく異なるが、一例として最も解析が進んでいるヒトの赤血球の膜脂質2重層ではPCが21％、PSとPEが合わせて29％、SMが21％、コレステロールが26％、他が数％で構成される。
並んだリン脂質分子の間にコレステロールが入り込むと分子が動ける自由度は低下し、膜は硬くなり柔軟性が弱くなる。膜脂質2重層の多くの部分ではコレステロールは多くはないのでリン脂質分子は比較的自由に動けるが、次に解説する膜脂質ラフト部分ではリン脂質の間に入り込んだコレステロールが非常に多くなる。
これらのPCやPS、PE、SMなどのリン脂質分子は2重層の外側（血漿側）と内側（細胞質側）で分布にムラがあり、例えば赤血球では外側にはPC、SMと糖脂質が多く、内側にはPE、PSが多く非対称分布を成している。リン脂質分子の膜の表裏間の移動は3種類の酵素が関わっており、flippaseはPE、PSを膜の外側(血漿側)から内側(細胞質側)に移動させ、floppaseはすべての脂質分子を内側から外側に移動させ、scramblaseはすべての分子を両方向に混同する。これらの酵素の働きによって膜内外のリン脂質の非対称分布がなされていると考えられている。非対称分布の一つの理由として、主なリン脂質のなかでPSは陰性荷電を持ち、細胞質内のたんぱく質が持つ陽性荷電と相互作用しやすいことが細胞膜の機能に好都合であるからだと考えられている。

### 膜脂質ラフト(Lipid Raft)

脂質ラフト、画の下側が細胞外、上側が細胞質側になる。1.は通常の脂質二重層、2.脂質ラフト、3.4.膜縦貫タンパク、5.糖鎖、6.膜外タンパク、7.コレステロール、8.糖脂質

リン脂質2重層膜上には他の部分より少し厚さが厚く少し硬い脂質2重層上を移動することができる領域があり、海に浮かぶ筏に例えられ脂質ラフト(Lipid Raft)と呼ばれている。ラフト部分ではリン脂質は主にスフィンゴミエリン(SM)で構成され、SM分子の間にコレステロール分子が非常に多く入り込んで分子間の結合を強化している。スフィンゴミエリンの脂肪酸部分はPCやPS、PEより長いのでラフトは若干厚さを増し、コレステロールが分子間結合を強化するので硬くなる。ラフトではSMとコレステロールの他に、膜縦貫タンパクやレセプター、糖脂質なども多く存在している。多くの積荷を積んだ筏のようなイメージでラフトと通称されているが、通常の脂質2重層もラフトも、どちらもリン脂質を主要構成分子にしている点は海上に浮かぶ筏とは違う。ラフトの直径は数十ナノメートル程度で赤血球膜状には多数あり、タンパクや糖鎖など多種の分子を多く載せているラフトは細胞の機能に大きく関わっている部分だと考えられている。